# Waltheria
Waltheria  es un género de plantas fanerógamas de la familia Malvaceae con unas 107 especies. Tiene una distribución pantropical.

## Descripción
Son subarbustos inermes; plantas hermafroditas. Hojas simples, aserradas, densamente pubescentes. Glomérulos sésiles, axilares y terminales, flores actinomorfas, sésiles, homostilas o heterostilas; cáliz obcónico, 5-dentado, ca 5 mm de largo; pétalos 5, amarillos, espatulados; estambres 5, anteras ditecas, filamentos totalmente soldados o solo en la base, algo más cortos que el cáliz; carpelo 1, estilo lateral más corto o sobrepasando al cáliz, estigma plumoso o penicilado. Cápsula monococa, pubescente; semilla solitaria, obovoide, lisa.

## Taxonomía
El género fue descrito por Carlos Linneo y publicado en Species Plantarum 2: 673. 1753. La especie tipo es: Waltheria americana

## Especies seleccionadas

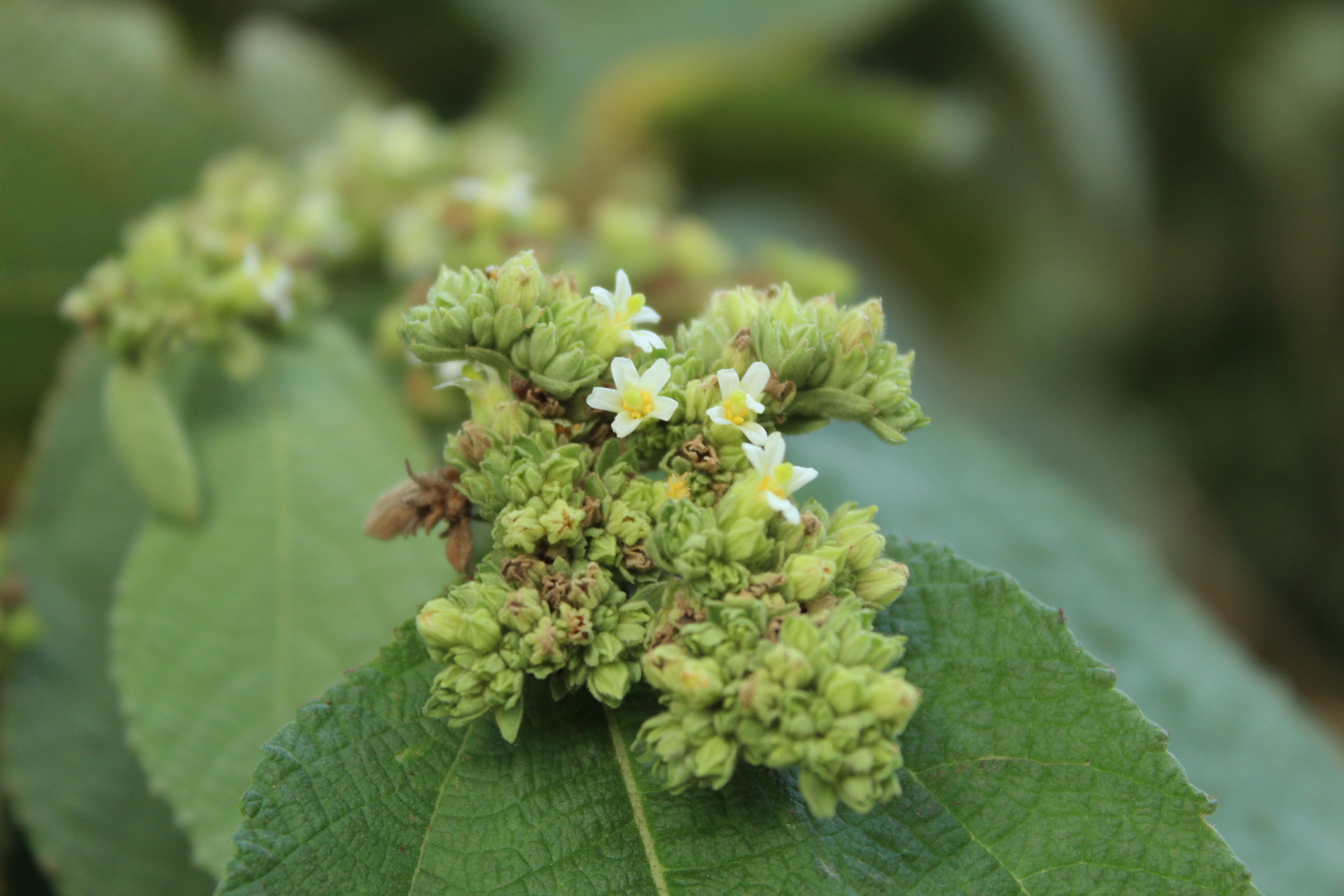
Waltheria en Maní, Colombia.

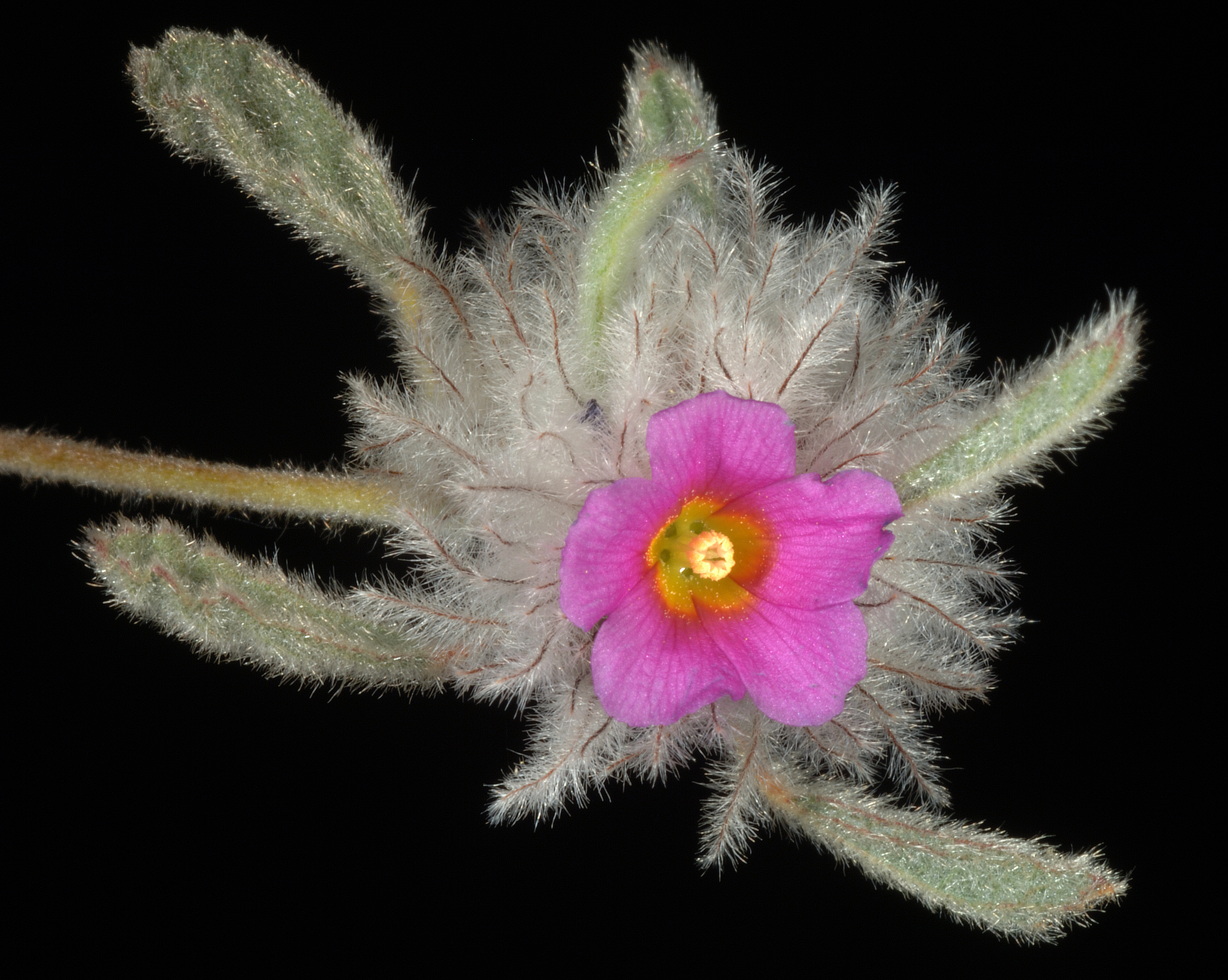
Waltheria virgata

- Waltheria acapulcensis
- Waltheria ackermanniana
- Waltheria acuminata
- Waltheria africana
- Waltheria alamosana
- Waltheria albicans
- Waltheria americana
- Waltheria indica